# Nati nel 1902/Agosto
| Questa pagina contiene informazioni ricavate automaticamente dalle voci biografiche con l'ausilio del template Bio e di un bot. L'aggiornamento è periodico e automatico e ricostruisce completamente la pagina. Se manca una persona in questa lista, sei pregato di non aggiungerla, ma accertati piuttosto che la sua voce biografica contenga il template Bio e che i dati anagrafici siano correttamente compilati. Se il template Bio manca, inseriscilo tu stesso o, in alternativa, metti l'avviso {{tmp\|Bio}} che ne segnala la mancanza. Se i dati riportati sono sbagliati, correggi direttamente la voce biografica; le modifiche saranno visibili in questa lista entro pochi giorni. Per chiarimenti vedi il progetto biografie. La lista contiene solo le 135 persone che sono citate nell'enciclopedia e per le quali è stato implementato correttamente il template Bio. Pagina aggiornata al 10 ago 2025. |

- 1º agosto - Giuseppe Balbo, pittore italiano († 1980)
- 1º agosto - André Berry, scrittore francese († 1986)
- 1º agosto - Lola Iturbe, anarchica e pubblicista spagnola († 1990)
- 1º agosto - Per Kaufeldt, calciatore e allenatore di calcio svedese († 1956)
- 1º agosto - Harold D. Schuster, regista e montatore statunitense († 1986)
- 1º agosto - Josef Čapek, calciatore cecoslovacco († 1983)
- 2 agosto - Cirillo VI di Alessandria, vescovo cristiano orientale egiziano († 1971)
- 2 agosto - Dolf van Kol, calciatore e allenatore di calcio olandese († 1981)
- 2 agosto - Egon Orován, fisico ungherese († 1989)
- 2 agosto - Vittorio Ramello, calciatore italiano († 1978)
- 3 agosto - David Buttolph, compositore statunitense († 1983)
- 3 agosto - Ernie Harper, maratoneta e mezzofondista britannico († 1979)
- 3 agosto - Regina Jonas, rabbino e educatrice tedesca († 1944)
- 3 agosto - Martin Noth, ebraista tedesco († 1968)
- 3 agosto - Marija Vasil'evna Oktjabr'skaja, militare sovietica († 1944)
- 3 agosto - Gioacchino Pasqualini, violinista italiano († 1985)
- 3 agosto - Tina Xeo, attrice italiana († 1992)
- 4 agosto - Pietro Lombari, politico italiano († 1970)
- 4 agosto - Enrico Mattei, giornalista italiano († 1987)
- 4 agosto - Giuseppe Motta, politico, storico e saggista italiano († 1984)
- 4 agosto - Hanka Ordonówna, attrice, ballerina e cantante polacca († 1950)
- 5 agosto - Bruno Spampanato, giornalista e politico italiano († 1960)
- 5 agosto - Luis Weissmuller, calciatore argentino († 1963)
- 6 agosto - Sylvain Julien Victor Arend, astronomo belga († 1992)
- 6 agosto - Carlo Canevini, cestista italiano († 1968)
- 6 agosto - Margarete Klose, mezzosoprano tedesco († 1968)
- 6 agosto - Ernesto Lapadula, architetto e urbanista italiano († 1968)
- 6 agosto - Dutch Schultz, mafioso statunitense († 1935)
- 7 agosto - Ann Harding, attrice statunitense († 1981)
- 7 agosto - Margaret Leahy, attrice inglese († 1967)
- 7 agosto - Douglas Lowe, mezzofondista britannico († 1981)
- 7 agosto - Nino Martini, tenore e attore italiano († 1976)
- 7 agosto - Mario Giovanni Spotti, militare italiano († 1942)
- 8 agosto - Mario Allara, giurista italiano († 1973)
- 8 agosto - Paul Dirac, fisico britannico († 1984)
- 8 agosto - Guerrino Lenarduzzi, medico e radiologo italiano († 1985)
- 9 agosto - Solomon Cutner, pianista inglese († 1988)
- 9 agosto - Boris Vladimorovič Derjagin, chimico e fisico russo († 1994)
- 9 agosto - Zino Francescatti, violinista francese († 1991)
- 9 agosto - Max Glauber, imprenditore italiano († 1966)
- 9 agosto - Pantelejmon Ponomarenko, politico e militare sovietico († 1984)
- 9 agosto - Salvatore Satta, giurista e scrittore italiano († 1975)
- 10 agosto - Assunta d'Asburgo-Lorena, nobile († 1993)
- 10 agosto - Memè Busietta, pallanuotista maltese († 1983)
- 10 agosto - Norma Shearer, attrice canadese († 1983)
- 10 agosto - Curt Siodmak, scrittore, regista e sceneggiatore statunitense († 2000)
- 10 agosto - Arne Tiselius, biochimico svedese († 1971)
- 10 agosto - Aleksandr Fëdorovič Volčkov, giurista e militare sovietico († 1978)
- 11 agosto - Louise Bickerton, tennista australiana († 1998)
- 11 agosto - Alfredo Binda, ciclista su strada e pistard italiano († 1986)
- 11 agosto - Christian de Castries, generale francese († 1991)
- 11 agosto - Whitey McDonald, calciatore nordirlandese († 1956)
- 11 agosto - Lloyd Nolan, attore statunitense († 1985)
- 12 agosto - Hellmuth Becker, generale tedesco († 1953)
- 12 agosto - Alessandro Beltrame, calciatore italiano († 1957)
- 12 agosto - James Brooker, astista statunitense († 1973)
- 12 agosto - Mohammad Hatta, politico indonesiano († 1980)
- 12 agosto - Leonello Leone, generale e aviatore italiano
- 13 agosto - Mario Colombo, pilota motociclistico italiano († 1986)
- 13 agosto - Felix Wankel, inventore tedesco († 1988)
- 14 agosto - Charlotte Ander, attrice tedesca († 1969)
- 14 agosto - Howard Bristol, scenografo statunitense († 1971)
- 14 agosto - Jurij Janovs'kyj, scrittore ucraino († 1954)
- 14 agosto - Sigurd Leeder, ballerino e coreografo tedesco († 1981)
- 14 agosto - Ferdinand Marian, attore austriaco († 1946)
- 14 agosto - Francisco Petrone, attore argentino († 1967)
- 15 agosto - Rajmund Badó, lottatore ungherese († 1986)
- 15 agosto - Iris Origo, scrittrice inglese († 1988)
- 16 agosto - Evelyn Colyer, tennista britannica († 1930)
- 16 agosto - Girolamo Grisolia, politico italiano († 1947)
- 16 agosto - Georgette Heyer, scrittrice inglese († 1974)
- 16 agosto - Gino Ottier, calciatore italiano († 1984)
- 16 agosto - Jurij Nikolaevič Rerich, orientalista, linguista e etnografo russo († 1960)
- 16 agosto - Wallace Thurman, scrittore, saggista e giornalista statunitense († 1934)
- 16 agosto - Giovanni Vecchina, calciatore e allenatore di calcio italiano († 1973)
- 17 agosto - Giulio Pastore, sindacalista e politico italiano († 1969)
- 18 agosto - Antonio Blasevich, calciatore e allenatore di calcio jugoslavo († 1972)
- 18 agosto - Davide Fossa, politico italiano († 1976)
- 18 agosto - Luciana Frassati, scrittrice e centenaria italiana († 2007)
- 19 agosto - Georges Lacombe, regista e sceneggiatore francese († 1990)
- 19 agosto - Ogden Nash, poeta statunitense († 1971)
- 19 agosto - Burkhart Waldecker, esploratore tedesco († 1964)
- 20 agosto - Christian Bérard, pittore e scenografo francese († 1949)
- 20 agosto - Maria De Unterrichter Jervolino, pedagogista, insegnante e politica italiana († 1975)
- 21 agosto - Renato Fasano, compositore, pianista e direttore d'orchestra italiano († 1979)
- 21 agosto - Sergio Mochi Onory, medievista e storico italiano († 1953)
- 21 agosto - Leonor Sullivan, politica statunitense († 1988)
- 22 agosto - José Miró Cardona, diplomatico e politico cubano († 1974)
- 22 agosto - Piera Gatteschi Fondelli, generale italiana († 1985)
- 22 agosto - Giuseppe Fontana, militare e marinaio italiano († 1941)
- 22 agosto - Michael Keeping, calciatore e allenatore di calcio inglese († 1984)
- 22 agosto - Leni Riefenstahl, regista, attrice e produttrice cinematografica tedesca († 2003)
- 22 agosto - Enrico De Negri, storico della filosofia italiano († 1990)
- 23 agosto - Paul Călinescu, regista e sceneggiatore rumeno († 2000)
- 23 agosto - Marino Dinucci, enigmista italiano († 1981)
- 23 agosto - Stanislas Lyonnet, presbitero e teologo francese († 1986)
- 23 agosto - Maurice Mandrillon, sciatore di pattuglia militare francese († 1981)
- 23 agosto - André Ryssen, calciatore francese († 1946)
- 23 agosto - Teresa Cristina di Sassonia-Coburgo-Koháry, principessa tedesca († 1990)
- 23 agosto - Ida Siekmann, attivista tedesca († 1961)
- 24 agosto - Fernand Braudel, storico francese († 1985)
- 24 agosto - Carlo Gambino, mafioso italiano († 1976)
- 24 agosto - Ohannés Gurekian, ingegnere e alpinista italiano († 1984)
- 25 agosto - Guy Butler, velocista britannico († 1981)
- 25 agosto - Ferenc Fehér, calciatore ungherese († 1963)
- 25 agosto - Werner Kopp, nuotatore e pallanuotista svizzero († 2000)
- 25 agosto - Albert Kusnets, lottatore estone († 1942)
- 25 agosto - Charlotte Stevens, attrice statunitense († 1946)
- 25 agosto - Stefan Wolpe, compositore tedesco († 1972)
- 25 agosto - Marco Zanotto, calciatore italiano
- 26 agosto - Augusto Colombo, pittore italiano († 1969)
- 26 agosto - Ignazio Drago, scrittore italiano († 1991)
- 26 agosto - František Novák, aviatore e militare cecoslovacco († 1940)
- 26 agosto - Vittorio Rizzi, calciatore italiano († 1966)
- 26 agosto - Vincenzo Zangara, giurista e politico italiano († 1985)
- 27 agosto - Heinrich Altvater, calciatore tedesco († 1994)
- 27 agosto - Willam Christensen, ballerino, coreografo e impresario teatrale statunitense († 2001)
- 27 agosto - Herbert Menges, direttore d'orchestra e compositore britannico († 1972)
- 28 agosto - Arthur Casagrande, ingegnere austriaco († 1981)
- 28 agosto - Otto Neumann, velocista e ostacolista tedesco († 1990)
- 28 agosto - Géza de Fràncovich, storico dell'arte italiano († 1996)
- 29 agosto - Mario Benazzi, zoologo italiano († 1997)
- 29 agosto - Anita Seppilli, antropologa e filologa classica italiana († 1992)
- 29 agosto - Renato Signorini, scultore, pittore e medaglista italiano († 1966)
- 29 agosto - André Vandelle, sciatore di pattuglia militare francese († 1976)
- 30 agosto - Leónidas Barletta, scrittore, giornalista e drammaturgo argentino († 1975)
- 30 agosto - Józef Maria Bocheński, filosofo polacco († 1995)
- 30 agosto - Alois Carigiet, pittore, disegnatore e scrittore svizzero († 1985)
- 30 agosto - Paul Massing, sociologo e agente segreto tedesco († 1979)
- 30 agosto - Eugen Mühlberger, sollevatore tedesco († 1944)
- 31 agosto - Fausto Brancolini, calciatore italiano († 1962)
- 31 agosto - Germaine Kanova, fotografa francese († 1975)
- 31 agosto - Walter Landauer, editore tedesco († 1944)
- 31 agosto - Erika von Thellmann, attrice austriaca († 1988)
- 31 agosto - Arvid Östman, lottatore svedese († 1984)